# كيمبرلي بروكس
كيمبرلي بروكس (بالإنجليزية: Kimberly Brooks)‏ هي ممثلة أمريكية، ولدت في 29 يوليو 1981 ببالتيمور في الولايات المتحدة.

## أعمال

### أفلام
- (2003) لغز المرأة الوطواط

## وصلات خارجية
- كيمبرلي بروكس على موقع IMDb (الإنجليزية)
- كيمبرلي بروكس على موقع روتن توميتوز (الإنجليزية)
- كيمبرلي بروكس على موقع أول موفي (الإنجليزية)
- كيمبرلي بروكس على موقع ديسكوغز (الإنجليزية)
- كيمبرلي بروكس على موقع قاعدة بيانات الفيلم (الإنجليزية)
- كيمبرلي بروكس على موقع كينوبويسك (الروسية)